# Eupithecia aequistrigata
Eupithecia aequistrigata là một loài bướm đêm trong họ Geometridae.